# Mausoleo romano de Las Vegas
El Mausoleo de Las Vegas está situado en la pedanía de Las Vegas de San Antonio, perteneciente al municipio de La Pueblanueva (Provincia de Toledo, España). Ubicado en la margen izquierda del río Tajo, cercano a las labranzas de El Álamo y Santa María, y del Cerro de Santa María, donde se sitúan los importantes yacimientos de hábitat romanos asociados a esta necrópolis.
Se cuenta con noticias de la aparición de éste desde 1871 por un informe a la Real Academia de la Historia, habiendo sido documentada y excavada la cripta subterránea a mediados de la década de los años sesenta del siglo XX por miembros del Instituto Arqueológico Alemán de Madrid. 
El Mausoleo representa un gran edificio monumental romano de época tardía en forma de panteón de enterramiento colectivo parental, tipológicamente encuadrable en la serie de grandes edificios sepulcrales centrales, excepcional para el ámbito del occidente del imperio (de influencia oriental y del Lacio), y que continúa como edificio durante la etapa visigoda e incluso islámica y cristiana bajo medieval, asociado a un yacimiento en forma de necrópolis por la existencia al exterior de otras estructuras habitacionales posteriores a la construcción, y una serie de inhumaciones tanto en tumbas como fosas, de individuos infantiles y adultos. 
La estructura inmueble representa un edificio de planta octogonal del cual quedan aún las cimentaciones de dos líneas concéntricas, los entalles de entrada, vanos y apoyos, así como una cripta en forma de segmento de octógono en la mitad central. 
La fábrica de la construcción está compuesta por «opus caementicium», mientras que la cripta está construida con sillares tallados de granito, y su bóveda era de ladrillos con enlucido interior de estuco, completándose suelos con «opus signinum», y restos de fragmentos de mármoles que forraron el edificio. 
Como evidencias muebles arqueológicas cabe destacar además de cerámicas finas (terras sigillatas claras) y comunes, tanto tardoromanas como visigodas y medievales (islámicas y cristianas), la existencia de al menos tres sarcófagos, de los cuales al menos el historiado realizado en mármol y denominado «Sarcófago de los Apóstoles» (encuadrado en época del emperador Teodosio) se encuentra expuesto en el Museo Arqueológico Nacional, mientras que los otros dos de granito se encuentran desaparecidos.